# شهرستان وارنا
شهرستان وارنا (به خط لاتین: Varna Municipality) یک شهرداری در بلغارستان است که در وارنا واقع شده‌است.

## خصوصیات
وارنا ۲۳۷٫۵ کیلومتر مربع مساحت و ۳۴۳٬۷۰۴ نفر جمعیت دارد.